# Николово (Хасковская область)
Николово (болг. Николово) — село в Болгарии. Находится в Хасковской области, входит в общину Хасково. Население составляет 314 человек.

## Политическая ситуация
В местном кметстве Николово, в состав которого входит Николово, должность кмета (старосты) исполняет Андрей Атанасов Проданов (коалиция партий: партия «Родина», демократический союз «Радикалы») по результатам выборов правления кметства.
Кмет (мэр) общины Хасково — Георги Иванов Иванов (коалиция партий: партия «Родина», демократический союз «Радикалы») по результатам выборов в правление общины.